# Cameron Butler
Cameron Butler (nacido el 9 de junio de 2002) es un jugador de hockey sobre hielo profesional canadiense de los Cleveland Monsters de la American Hockey League (AHL), como prospecto de los Columbus Blue Jackets de la National Hockey League (NHL).

## Carrera como jugador
Butler jugó para el equipo sub-14 de Ottawa Jr. 67 de 2014-15 a 2015-16, registrando 40 puntos en 30 juegos. Asistió a  St. Andrew's College, Aurora, donde jugó para el equipo de hockey, anotando cuatro puntos en 2016-17 y un punto en 2017-18. También fue miembro del equipo York Simcoe Express U16 en 2016-17, sumando 21 goles y 21 asistencias, y en 2017-18, anotando 57 puntos, 27 goles y 30 asistencias.
Butler fue seleccionado en la segunda ronda, 27 en general, por Peterborough Petes en la Selección Prioritaria de la Liga de Hockey de Ontario (OHL) de 2018. En su primer año con el equipo, se vistió para 66 partidos y anotó 18 goles y ocho asistencias, para un total de 26 puntos. Butler jugó 39 partidos con los Petes en la temporada 2019-20 y anotó 12 goles con nueve asistencias antes de ser traspasado a los Niagara IceDogs, con los que totalizó seis goles y siete asistencias en 27 partidos.
Butler era elegible para el Draft de entrada a la NHL 2020, pero no fue seleccionado. No se jugaron partidos en la temporada 2020-21 de OHL, debido a la pandemia de COVID-19. Se convirtió en capitán del equipo IceDogs en 2021-22 y anotó 22 puntos (seis goles, 16 asistencias) en 24 juegos antes de ser canjeado en enero de 2022 a los Oshawa Generals. Terminó la temporada con ellos y anotó cinco goles y 13 asistencias en 40 partidos. Butler regresó a las Generales para la temporada 2022-23 y registró 55 puntos (27 goles, 28 asistencias) en 63 partidos.
Butler firmó un contrato de prueba amateur (ATO) cerca del final de la temporada 2022-23 AHL con los Cleveland Monsters. Apareció en tres partidos esa temporada para el equipo. El 16 de marzo de 2023, firmó un contrato inicial de tres años con los Columbus Blue Jackets de la Liga Nacional de Hockey (NHL). Jugó la mayor parte de la temporada 2023-24 con los Monsters.
El 30 de marzo de 2024, Butler fue agregado a la lista de los Blue Jackets como retiro de emergencia. El capitán del equipo, Boone Jenner, les había informado que estaba enfermo poco antes del partido y que los Blue Jackets no tenían jugadores extra, «[p]ero había un delantero [Butler]... dos horas más tarde». Se contactó a Butler y se le dijo que viniera lo antes posible. «Tuvo la buena suerte de no ser detenido mientras corría» hacia el estadio a tiempo para el partido, llegando sólo unos minutos antes de que comenzara. Finalmente jugó un turno (54 segundos) en su debut en la NHL, una victoria por 4-3 sobre los Pittsburgh Penguins. Regresó a los Monsters después del partido.

## Carrera internacional
Butler jugó para el equipo Canada White en el Desafío Mundial de Hockey Sub-17 2018. Apareció en cinco juegos y no registró estadísticas.

## Vida personal
Butler nació el 9 de junio de 2002 en Ottawa, Ontario.